# Костюк Нінель Трохимівна
Нінель Трохимівна Костюк (2 грудня 1926 — 18 жовтня 2019) — українська учена-філософ. Доктор філософських наук (1968), професор (1969). Академік АН ВШ України з 2007 р.

## Біографія
Народилася в с. Христинівка Київської (тепер Черкаської) обл. Закінчила Київський інститут харчової промисловості (1949) і філософську аспірантуру при Київському державному університеті ім. Т. Шевченка (1953). Захистила кандидатську дисертацію на тему «Проблема розвитку клітин» (1953) та докторську дисертацію на тему «Проблема сутності життя: багатоаспектність його пізнання» (1967).
Перша жінка-доктор філософських наук в Україні. Завідувачка кафедри філософії природничих наук Київського державного університету ім. Т. Шевченка (1968—1988), головний редактор журналу «Філософські проблеми сучасного природознавства» (1968—1988).
Авторка 150 наукових і науково-методичних праць, зокрема, книги «Космос и жизнь» (1964), індивідуальної монографії «Проблема сутності життя. Досвід філософського узагальнення деяких аспектів пізнання живого» (1967) і понад 10 колективних монографій.
Підготувала 2 докторів і 20 кандидатів наук.
Працювала в складі ректорату, великої вченої ради університету, філософських наукових рад Київському державному університеті ім. Т. Шевченка та Інституту філософії, на яких обговорювались і захищались дисертації, в складі науково-методологічної ради при Президії АН України і науково-методичної ради Міністерства освіти.
Відома майстриня декоративно-прикладного мистецтва. Вишивки картин художньою гладдю демонструвались на численних виставках. Написала спогади, низку публіцистичних статей.

## Родина
Мати —  Костюк Марія Адамівна (1908, місто Христинівка Київської губернії, тепер Черкаської області) — українська радянська партійна діячка, секретар Ленінського райкому КП(б)У міста Києва. Кандидат у члени ЦК КП(б)У в 1949—1952 р. Працювала завідувачем приймальної голови Президії Верховної Ради Української РСР.
Батько —  Костюк Трохим Якович (19 вересня 1905, село Ковалівка Подільської губернії, тепер Немирівського району Вінницької області — загинув у вересні 1941, біля села Черевки, тепер Згурівського району Київської області) — український радянський партійний діяч. Член ЦК КП(б)У в 1940—1941 р. Депутат Верховної Ради СРСР 1-го скликання з 1941 року. З 7 січня 1940 по вересень 1941 року — голова Київського обласного виконавчого комітету.
Брат - Костюк Олег Трохимович (27.05.1941) доктор психотерапевт нарколог. Один з перших учнів відомого лікаря Довженко.
Онука — Дереповська Катерина Володимирівна (01.05.1980), дипломат.

## Звання і нагороди
Заслужений працівник культури (1982). Відмінник народної освіти (1996). Державний ститендіат України (1996—1998, 2001—2009).
Почесний Академік АН ВШ України (з 2004), член Президії та Академік-секретар відділення історії та філософії АН ВШ України у 2007—2010 рр. Радник Президії АН ВШ України (з 2010 р.).

## Джерело
- Академія наук вищої школи України. 1992—2010. Довідник
- Роженко Микола. Нінель Костюк // Вісник археології, мистецтва, культурної антропології «Ант». Вип. 19-21. — К., 2008. — С. 110—111, іл.